# Portugiesische EU-Ratspräsidentschaft 2021
Die portugiesische Ratspräsidentschaft bezeichnet den Vorsitz Portugals im Ministerrat der EU für die erste Jahreshälfte 2021. Portugal setzte das zehnte Trio nach Deutschland fort. Es war der vierte Ratsvorsitz Portugals. Zentrale Themen blieben die Überwindung der COVID-19-Pandemie sowie der European Green Deal zur Überwindung der Klimakrise. Die Krise der Asylpolitik der Europäischen Union und die Abschaffung der Sommerzeit wurden in der deutschen Vorgänger-Ratspräsidentschaft ebenfalls noch keiner Lösung zugeführt.

## Prioritäten der portugiesischen EU-Ratspräsidentschaft
Unter dem Motto „Zeit zu liefern: ein gerechter, grüner und digitaler Aufschwung“ setzte der portugiesische Ratsvorsitz die folgenden Schwerpunkte:
- „Europas Aufschwung fördern, vorangetrieben durch die Übergänge bei Klima und Digitalem“
- „die Soziale Säule der Europäischen Union als Schlüsselelement für einen gerechten und inklusiven Wandel bei Klima und Digitalem einführen“
- „Europas strategische Autonomie stärken und es weltoffen halten“

## Sponsoren
Im Gegensatz zur vorhergehenden deutschen Ratspräsidentschaft ließ sich die portugiesische Ratspräsidentschaft von Unternehmen sponsern. Die drei Sponsoren waren Delta Cafés, SUMOL+COMPAL und The Navigator Company. Nach der Bekanntgabe der Sponsoren forderte Foodwatch ein Verbot der Sponsorings. Die Europäische Bürgerbeauftragte Emily O’Reilly forderte ein Verbot oder eine Regulierung.